# Tim Fleischer
Tim Fleischer (* 29. September 2000 in Iserlohn) ist ein deutscher Eishockeyspieler, der seit Juli 2024 bei den Straubing Tigers aus der Deutschen Eishockey Liga (DEL) unter Vertrag steht und dort auf der Position des Centers spielt. Zuvor war Fleischer bereits für die Iserlohn Roosters und Nürnberg Ice Tigers in der DEL aktiv.

## Karriere

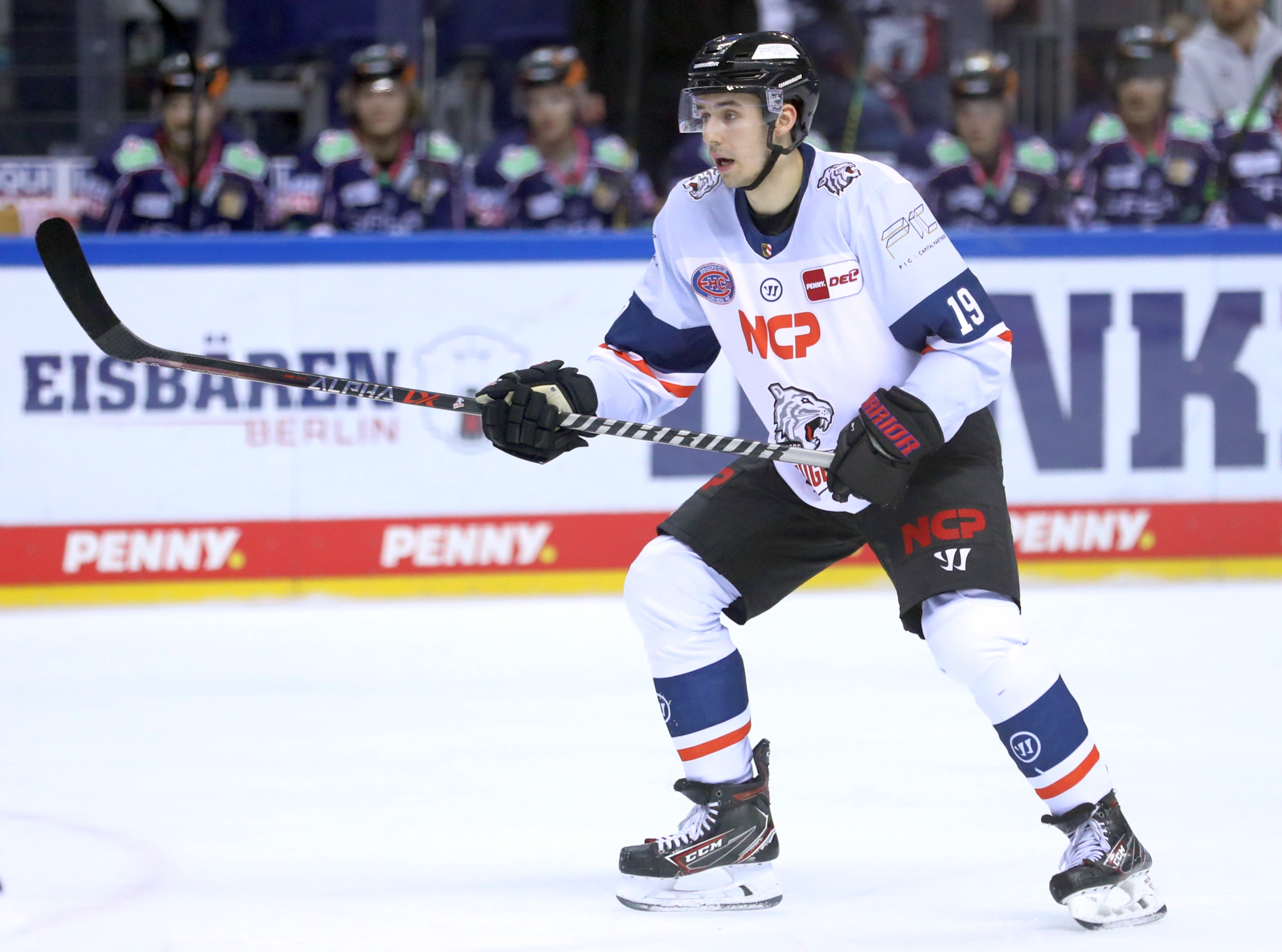
Fleischer im Trikot der Nürnberg Ice Tigers (2021)

Tim Fleischer spielte bis zur U19 für seinen Heimatverein, den Iserlohner EC, unter anderem in der Schüler-Bundesliga und später auch in der Deutschen Nachwuchsliga (DNL). Im Sommer 2017 entschied er sich dann zu einem Wechsel zu den Jungadlern Mannheim, wo er unter anderem mit den späteren NHL-Spielern Tim Stützle und Moritz Seider zusammenspielte. Mit 48 Assists war er in der Saison 2017/18 der erfolgreichste Vorlagengeber der DNL. Im Sommer 2018 setzte der Angreifer seine Laufbahn in Nordamerika fort. Er war sowohl von den Cedar Rapids Rough Riders aus der United States Hockey League (USHL) als auch von den Hamilton Bulldogs aus der Ontario Hockey League (OHL) gedraftet worden. Er entschied sich schließlich für die Bulldogs, die ihn als insgesamt 114. Spieler im CHL Import Draft gewählt hatten.
Nach einem Jahr in Kanada kehrte der Stürmer zurück nach Deutschland und erhielt einen Profivertrag bei den Iserlohn Roosters aus der Deutschen Eishockey Liga (DEL). Nach 38 DEL-Spielen mit sieben Scorerpunkten in seiner Debütsaison gingen seine Spielanteile in der Saison 2020/21 zurück. Fleischer wurde nur noch in 29 Partien eingesetzt, drei Scorerpunkte standen am Saisonende zu Buche. Daraufhin wechselte er zu den Nürnberg Ice Tigers, wo er sich in den folgenden Jahren endgültig als Stammspieler in der DEL etablierte. Schon im Spieljahr 2021/22 gehörte er mit zehn Treffern und 13 Vorlagen zu den ligaweit erfolgreichsten Scorern unter den U23-Spielern, sodass sein Vertrag in Nürnberg vorzeitig um zwei Jahre verlängert wurde. In der Spielzeit 2023/24 konnte er mit 36 Punkten in der Hauptrunde seinen persönlichen DEL-Rekord noch einmal verbessern und schob sich im teaminternen Ranking hinter Daniel Schmölz auf den zweiten Platz. Nach der Spielzeit 2023/24 wurde das Arbeitsverhältnis nicht fortgeführt und Fleischer wechselte gemeinsam mit Danjo Leonhardt zum Ligakonkurrenten Straubing Tigers.

### International
Tim Fleischer spielte in allen Junioren-Nationalmannschaften des Deutschen Eishockey-Bundes (DEB). Unter anderem nahm er an der U18-Weltmeisterschaft der Division IA im April 2018 sowie an der U20-Weltmeisterschaft 2020 teil. Im April 2022 wurde er erstmals in die A-Nationalmannschaft berufen und stand gegen Jahresende auch bei der Austragung des Deutschland Cups im Kader. In einem Vorbereitungsspiel im Vorfeld der Weltmeisterschaft 2022 erzielte er sein erstes Tor für das Nationalteam. Wie auch im folgenden Jahr wurde er aber noch vor WM-Beginn aus dem Aufgebot gestrichen.

## Erfolge und Auszeichnungen
- 2018 DNL-Meister mit den Jungadler Mannheim
- 2018 Bester Vorlagengeber der DNL-Hauptrunde

## Karrierestatistik
Stand: Ende der Saison 2024/25

### International
Vertrat Deutschland bei:

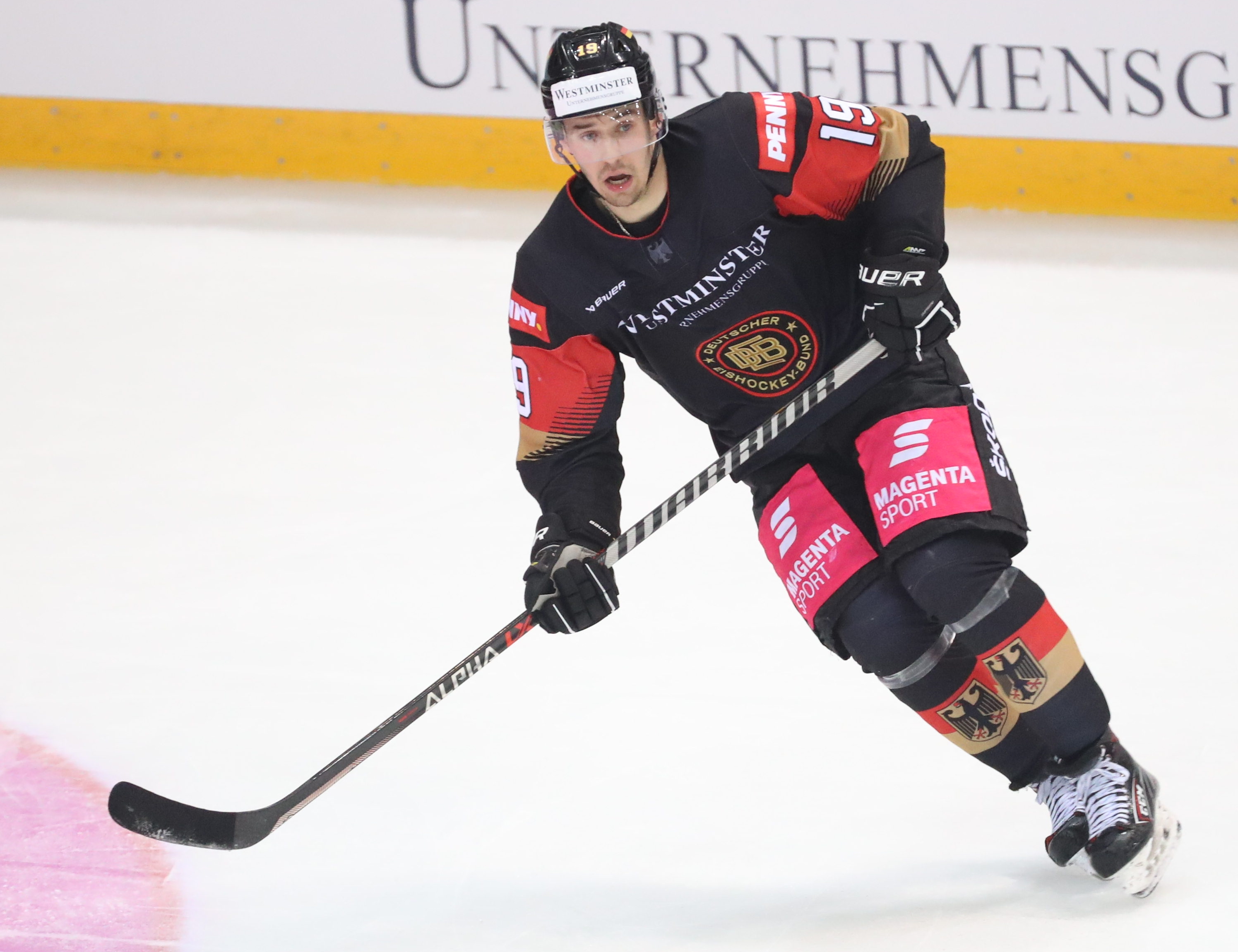
Fleischer als Spieler der deutschen Eishockeynationalmannschaft (2022)

- U18-Junioren-Weltmeisterschaft der Division IA 2018
- U20-Junioren-Weltmeisterschaft 2020

(Legende zur Spielerstatistik: Sp oder GP = absolvierte Spiele; T oder G = erzielte Tore; V oder A = erzielte Assists; Pkt oder Pts = erzielte Scorerpunkte; SM oder PIM = erhaltene Strafminuten; +/− = Plus/Minus-Bilanz; PP = erzielte Überzahltore; SH = erzielte Unterzahltore; GW = erzielte Siegtore; 1 Play-downs/Relegation; Kursiv: Statistik nicht vollständig)